# 4-та танкова армія (Третій Рейх)
4-та та́нкова а́рмія (нім. 4. Panzerarmee) — оперативне об'єднання сухопутних військ, танкова армія Вермахту в роки Другої світової війни.

## Командування

### Командувачі
4-та танкова група
- генерал-полковник Еріх Гепнер (17 лютого 1941 — 1 січня 1942)

4-та танкова армія
- генерал-полковник Еріх Гепнер (1 січня — 8 січня 1942);
- генерал-полковник Ріхард Руофф (8 січня — 31 травня 1942);
- генерал-полковник Герман Гот (31 травня 1942 — 10 листопада 1943);
- генерал-полковник Ергард Раус (10 листопада 1943 — 21 квітня 1944);
- генерал-полковник Йозеф Гарпе (18 травня — 28 червня 1944);
- генерал танкових військ Вальтер Нерінг (28 червня — 5 серпня 1944);
- генерал танкових військ Герман Бальк (5 серпня — 21 вересня 1944);
- генерал танкових військ Фріц Губерт Грезер (21 вересня 1944 — 8 травня 1945).